# Apărarea Argentinei
Apărarea Argentinei este asigurată de trei instituții tradiționale: armata, flota și forțele aeriene.

## Legături externe
- Ministerul Apărării